# Punto caldo delle Hawaii
Il punto caldo delle Hawaii è un punto caldo vulcanico situato nell'omonimo arcipelago delle Isole delle Hawaii, nella parte settentrionale dell'Oceano Pacifico.

## Caratteristiche
È uno dei punti caldi più conosciuti e studiati, e il suo pennacchio del mantello è responsabile per la creazione della catena sottomarina Hawaii-Emperor, una catena di vulcani lunga oltre 5.800 km. Di questi vulcani, quattro sono attivi, due sono inattivi e più di 123 sono estinti; molti di questi ultimi in seguito ai fenomeni di erosione si trovano al di sotto del livello del mare e appaiono come atolli o montagne sottomarine.
La catena vulcanica si estende da sud dell'isola di Hawaii fino al bordo della fossa delle Aleutine, vicino al confine orientale della Russia. Mentre la maggior parte dei vulcani sono il risultato di un'attività geologica ai margini delle placche tettoniche, il punto caldo delle Hawaii dista 3.200 km dai margini della placca più vicina. La teoria classica dei punti caldi, avanzata per la prima volta nel 1963 dal geofisico canadese John Tuzo Wilson, propose che un pennacchio singolo e fisso abbia formato i vulcani che poi, tagliati fuori dalla loro sorgente a causa del movimento della placca pacifica, divengono via via inattivi e alla fine scompaiono per erosione al di sotto del livello del mare nel corso di milioni di anni. Secondo questa teoria, la piega di circa 60° nel punto in cui si incontrano i segmenti Emperor e Hawaiano della catena, fu causata da un improvviso cambiamento nel movimento della placca pacifica. Indagini condotte nel 2003 su questa irregolarità hanno portato alla teoria del punto caldo mobile, suggerendo cioè che anche i punti caldi non siano fissi e possano muoversi, e che la piega risalente a 47 milioni di anni fa sia stata causata da una variazione del movimento del punto caldo e non della placca.

## Evoluzione
Gli antichi abitanti delle Hawaii sono stati i primi ad accorgersi del crescente invecchiamento ed erosione dei vulcani andando verso nord, durante le loro spedizioni di pesca verso le isole sempre più settentrionali. Lo stato instabile dei vulcani e la loro costante battaglia con il mare è un elemento fondamentale della mitologia hawaiana, personificato da Pele, la divinità dei vulcani. Dopo l'arrivo degli europei sull'isola, nel 1880–1881 James Dwight Dana diresse il primo serio studio geologico sui punti caldi vulcanici, confermando la relazione già osservata dai nativi.. Nel 1912 il vulcanologo Thomas Jaggar fondò l'Osservatorio vulcanico delle Hawaii, iniziando l'osservazione scientifica continuativa delle isole. Negli anni 1970 fu iniziato un progetto di mappatura per ottenere maggiori informazioni sulla complessa geologia del fondale oceanico hawaiano. 
Le scansioni tomografiche mostrano che il punto caldo ha un'ampiezza compresa tra 500 e 600 km e una profondità fino a 2000 km; studi basati sulle olivine e sui granati indicano che la sua camera magmatica ha una temperatura di circa 1500 ºC.
Nel corso degli ultimi 85 milioni di anni di attività, il punto caldo ha prodotto circa 750.000 km3 di roccia.
La velocità di spostamento della catena vulcanica è leggermente aumentata nel corso del tempo, causando una riduzione del periodo di attività di ogni singolo vulcano dai 18 milioni di anni della montagna sottomarina Detroit (che ha un'età di 76 milioni di anni), ai 900.000 del monte Koahala, che ha un'età di un solo milione di anni. In compenso però il volume eruttivo è aumentato da 0,01 km3 per anno, a circa 0,21 km3. In totale questo ha provocato un trend vulcanico più attivo ma che si esaurisce in tempi più brevi, con vulcani poco spaziati tra loro; infatti mentre i vulcani sul lato più vicino al punto caldo tendono a sovrapporsi tra loro (formando sovrastrutture come l'isola di Hawaii e l'antica Maui Nui), le più antiche montagne sottomarine della catena Emperor sono distanziate tra loro fino a 200 km.